# 13-й танковий полк (РФ)
13-й гвардійський танковий Шепетівський Червонопрапорний, орденів Суворова та Кутузова полк (13 ТП, в/ч 32010) — формування танкових військ Збройних сил Російської Федерації. Пункт постійної дислокації — м. Наро-Фомінськ (Московська область). Входить до складу 4-ї гвардійської танкової Кантемирівської дивізії. 
У 2022 році полк брав участь у повномасштабному вторгненні РФ в Україну, де вів бої під Харковом, у Тростянці.

## Історія
Після розпаду СРСР 13-й гвардійський танковий полк Радянської армії увійшов до складу Збройних сил РФ.
В 1993 полк був введений в місто для придушення прихильників Верховної ради РФ. 4 жовтня війська обстріляли Будинок Рад з танкових гармат.
Окремі військовослужбовці та підрозділи полку брали участь у першій та другій чеченських війнах.
У 2019 році до штату полку ввели батальйон танків Т-34-85 для участі в парадах та історичних реконструкціях. Екіпажі цих танків беруть участь у тактичних заняттях, проводять бойові стрільби. 30 цих танків у 2019 році передав Росії Лаос.

### Російське вторгнення в Україну 2022 року
26 березня ГУР МОУ повідомило, що командир 13-го танкового полку застрелився. Причиною був названий розгром російських військ у Тростянці Сумської області.
На початку квітня вів бої у наступі на Ізюм.